# Naglarby
Naglarby – miejscowość (tätort) w Szwecji, w regionie administracyjnym (län) Dalarna, w gminie Säter.
Według danych Szwedzkiego Urzędu Statystycznego liczba ludności wyniosła: 355 (31 grudnia 2018) i 359 (31 grudnia 2019).